# 1 grosz polski (1822–1825)
1 grosz polski (1822–1825) – moneta groszowa Królestwa Kongresowego okresu autonomii, bita na podstawie zgody cara Aleksandra I z 20 października 1818 r., wyrażonej między innymi na emisję monet miedzianych 1 i 3 grosze z dodatkowym napisem na rewersie „Z MIEDZI KRAIOWEY”. Monetę bito w latach 1822–1825, według systemu monetarnego opartego na grzywnie kolońskiej, Wycofana z obiegu w lutym 1851 r.

## Awers
Na tej stronie umieszczono średni herb Królestwa Kongresowego, tzn. orła rosyjsko-polskiego – dwugłowy orzeł z trzema koronami, dużą pośrodku i dwiema małymi na głowach orła, w prawej łapie trzyma miecz i berło, w lewej jabłko królewskie, na piersi, na tle gronostajowego płaszcza, tarcza herbowa z polskim orłem. Na dole, po obu stronach ogona orła, znajduje się znak intendenta mennicy w Warszawie – I.B. (Jakuba Benika). Awers jest identyczny z awersem monety 1 grosz polski (1816–1835).

## Rewers
Na tej stronie umieszczono nominał „1", pod nim napis „GROSZ”, poniżej „POLSKI”, pod nim rok bicia: 1822, 1823, 1824 1825, a poniżej w półkolu napis:

Z MIEDZI KRAIOWEY.

## Opis
Monetę bito w mennicy w Warszawie, w miedzi, na krążku o średnicy 20 mm, masie 2,8 grama, z rantem gładkim. Według sprawozdań mennicy w latach 1822–1826 w obieg wpuszczono 16 383 153 sztuk jednogroszówek dwóch typów. Mennica w swoich sprawozdaniach raportowała jedynie liczbę wprowadzanych do obiegu monet konkretnego nominału, bez podawania typu. W roku 1822 bito zarówno monety starego jak i nowego wzoru, ale ze względu na rzadkość rocznika 1822 starego wzoru można przyjąć, że nie miał on istotnego wpływu na całkowitą liczbę jednogroszówek wprowadzonych do obiegu w latach 1822–1826. Inaczej rzecz się ma z monetami starego wzoru z wybitym rokiem 1821, które, znając praktyki mennicy z tamtego okresu, w dużym prawdopodobieństwem mogły być wpuszczane do obiegu również w roku 1822.
Stopień rzadkości poszczególnych roczników monety przedstawiono w tabeli:
| Rocznik                               | Stopień rzadkości | Szacowana liczba egzemplarzy | Uwagi                                              | Zdjęcia |
| ------------------------------------- | ----------------- | ---------------------------- | -------------------------------------------------- | ------- |
| 1 grosz polski 1822 Z MIEDZI KRAIOWEY |                   | ponad 400 000                | istnieją odmiany z dużą koroną szerszą albo węższą |         |
| 1 grosz polski 1823 Z MIEDZI KRAIOWEY |                   | ponad 400 000                | istnieją odmiany z dużą koroną szerszą albo węższą |         |
| 1 grosz polski 1824 Z MIEDZI KRAIOWEY |                   | ponad 400 000                | istnieją odmiany z dużą koroną szerszą albo węższą |         |
| 1 grosz polski 1825 Z MIEDZI KRAIOWEY |                   | ponad 400 000                | istnieją odmiany z dużą koroną szerszą albo węższą |         |

Od roku 1828 ponownie bito monetę 1 grosz polski (1816–1835).
Moneta w wersji obiegowej była bita w latach panowania Aleksandra I, więc w numizmatyce rosyjskiej zaliczana jest do kategorii monet tego cara. Jednak nowe bicie nieobiegowego rocznika 1826 zalicza się do monet cara Mikołaja I.

## Nowe bicie
Dla każdego z roczników istnieją monety nowego bicia z 1857 r. z mennicy w Warszawie.
Istnieją również monety nowego bicia z 1869 r. z mennicy w Petersburgu dla obiegowego rocznika 1824 oraz dla rocznika 1826, dla którego monet obiegowych nie było.